# سیارک ۱۶۷۸۷۵
سیارک ۱۶۷۸۷۵ (به انگلیسی: 167875 Kromminga، نامگذاری:2005EV29) صد و شصت و هفت هزار و هشتصد و هفتاد و پنجمین سیارک کشف شده‌است که در ۲ مارس ۲۰۰۵ کشف شد.